# Mb-microtec
mb-microtec AG – producent gazowych trytowych źródeł światła GTLS i właściciel marek trigalight i traser. Spółka ma siedzibę w Niederwangen w Szwajcarii.

## Historia
mb-microtec AG powstała w 1969 roku, wydzielając się ze spółki Merz & Benteli AG złożonej w 1918 roku przez dwóch chemików: Waltera Merza i Alberta Benteli. Merz & Benteli AG specjalizowała się m.in. w produkcji kleju do mocowania materiałów luminescencyjnych do wskazówek i tarcz, który wykorzystywany był przez przemysł zegarmistrzowski.
Pod koniec lat 60. XX w. zespół naukowców Merz & Benteli AG pod kierunkiem Oskara Thülera sfinalizował prace nad technologią trytową, w której do emisji światła wykorzystywano specjalnie przygotowane i zabezpieczone rurki wypełnione radioaktywnym trytem.
W 1969 roku Oskar Thüler założył spółkę mb-microtec AG, której zadaniem było produkowanie samoświecących komponentów wykorzystujących tryt. Głównym zleceniodawcą firmy w tym czasie był przemysł zbrojeniowy.
W 1971 toku mb-microtec AG otrzymał pierwsze duże zlecenie od rządu szwajcarskiego na wykonanie komponentów do karabinu szturmowego (elementy celownika).
W 1974 roku firma wybudowała fabrykę w Niederwagen.
Pod koniec lat 80. XX wieku spółka dostała zlecenie od rządu Stanów Zjednoczonych na zaprojektowanie zegarka wojskowego ze stałym źródłem światła. W 1989 roku została wydzielona spółka zależna traser swiss H3 watches, która wyspecjalizowała się w produkcji zegarków.
W tym samym roku wprowadzono na rynek pierwszy zegarek z samowystarczalnym źródłem światła opracowany wspólnie przez traser swiss H3 watches i mb-microtec AG. Zegarek P6500 Type 6 (The Original) dostarczono do armii Stanów Zjednoczonych w ilości ponad 300 000 sztuk.
Od 2000 roku technologia samowystarczalnego źródła światła sprzedawana jest pod nazwą handlową trigalight.
W 2019 roku mb-microtec AG obchodziła 50-lecie swojej działalności.

## Zastosowanie technologii trigalight
Technologia opracowana przez mb-microtec AG jest obecnie stosowana w wielu branżach m.in. w przemyśle zegarmistrzowskim (m.in. w zegarkach traser, Luminox, Ball), w którym wykorzystywana jest do podświetlenia wskazówek, indeksów i innych elementów na tarczy. Poza tym trigalight stosowana jest również w branży zbrojeniowej, motoryzacyjnej, security, lotniczej, a także produkcji na potrzeby przemysłu kosmicznego.